# Deerfield (Kansas)
Deerfield és una població dels Estats Units a l'estat de Kansas. Segons el cens del 2000 tenia 884 habitants.

## Demografia
Segons el cens del 2000, Deerfield tenia 884 habitants, 270 habitatges, i 221 famílies. La densitat de població era de 711,1 habitants per km².
Dels 270 habitatges en un 50% hi vivien nens de menys de 18 anys, en un 65,2% hi vivien parelles casades, en un 10,7% dones solteres, i en un 17,8% no eren unitats familiars. En el 16,3% dels habitatges hi vivien persones soles el 5,6% de les quals corresponia a persones de 65 anys o més que vivien soles. El nombre mitjà de persones vivint en cada habitatge era de 3,27 i el nombre mitjà de persones que vivien en cada família era de 3,66.
Per edats la població es repartia de la següent manera: un 39,1% tenia menys de 18 anys, un 8,4% entre 18 i 24, un 26,8% entre 25 i 44, un 17,4% de 45 a 60 i un 8,3% 65 anys o més.
L'edat mediana era de 27 anys. Per cada 100 dones de 18 o més anys hi havia 102,3 homes.
La renda mediana per habitatge era de 31.944 $ i la renda mediana per família de 36.111 $. Els homes tenien una renda mediana de 23.182 $ mentre que les dones 18.667 $. La renda per capita de la població era de 12.802 $. Entorn de l'11,8% de les famílies i el 14,5% de la població estaven per davall del llindar de pobresa.

## Poblacions més properes
El següent diagrama mostra les poblacions més properes.